# نهب القيروان (1057)
نهب القيروان (1057) هو آخر مراحل الغزو الهلالي لإفريقية و به تنتهي الكارثة التي استمرت 5 سنوات.

## الخلفية
بعد معركة حيدران، انطلق التضييق العربي على القيروان و حصلت الكثير من الاشتباكات و الحصارات، في النهاية غادر المعز القيوان يوم 27 شعبان 449 هجري / 29 أكتوبر 1057 ميلادي، في حماية أصهاره من العرب، و ترك قائد بن ميمون والياً على المدينة بينما أعلم ابنه منصور بن المعز أهل القيروان برحيله، ثم أشرف هو و عبيد أبيه على عملية إجلاء السكان من القيروان.

## النهب
و دخل العرب المدينة فنهبوها، و قد وصف ابن رشيق تخريب القيروان، و تسبب بنو فادي و بنو دهمان بمصائب فادحة في المدينة، و كانت القيروان من أعظم مدن الدنيا، و ذُبِحَ من بقرها 750 رأس، و أُرسِلَت كميّات هائلة من المنهوبات إلى القاهرة، و منها الأسلحة و الأدوات الحربية و الخيام، و كانت تلك أسوء كارثة على القيروان.

## العواقب
يعتبر هذا أهم انتصار للعرب، فاصبحوا الأقوى بعد دخولهم للقيروان. بعد لجوء المعز إلى المهدية، انحصر مُلك بنو باديس في رقعة صغيرة.